# Périscope (cinéma)
Pour l’article homonyme, voir Périscope (homonymie).
Le périscope est un système optique qui permet de déporter le champ de l'objectif d'une caméra pour pouvoir atteindre des points de vue particuliers dans des environnements exigus, comme une maquette, une fourmilière, derrière la roue d'une formule 1 en marche... Les différents modèles de périscope sont le plus souvent articulés et permettent de faire des panoramiques en ne bougeant pas la caméra.
Un système de périscope est aussi employé en projection dans des petites salles alimentées en images par une cabine située au-dessus d'elles, dont les appareils desservent principalement une autre salle (plus grande) en projection directe.

## Les différents systèmes

### Le Frazier
Le Frazier fut le premier système périscopique destiné à la prise de vues cinématographique, développé par l'opérateur australien Jim Frazier (en) puis commercialisé par Panavision qui en a acquis la licence exclusive pour plus d'un million de dollars.
Ce système utilise des verres de champ pour transporter l'image jusqu'au plan film. Il est orientable à 360° sur 2 axes.

### Le T-Rex
Le T-Rex est un système concurrent du Frazier développé par P+S Technik et Rodenstock. Lui aussi utilise des verres de champ. Il peut aussi être utilisé comme un boroscope et permet une rotation sur 3 axes.

### Le Révolution
Le Révolution, fabriqué par Ciné Magic, se distingue quant à lui par l'utilisation d'images aériennes pour transporter l'image. Celui-ci n'est donc plus focalisé avant le plan film, elle est donc moins sensible aux poussières qui pourraient se déposer dans l'instrument.

### L'Excellence
L'Excellence, fabriqué par OPTEX, utilise lui aussi des images aériennes. Ce modèle est une version simplifiée du Révolution.